# Baccha elongata
Espèce
Baccha elongata est une espèce d'insectes diptères brachycères appartenant à la famille des syrphidés (syrphes).

## Synonymie
Selon ITIS (1er juin 2014) :
- Baccha angusta Osten Sacken, 1877
- Baccha cognata Loew, 1863
- Baccha obscuricornis Loew, 1863
- Baccha tricincta Bigot, 1883
- Syrphus elongatus Fabricius, 1775

## Description

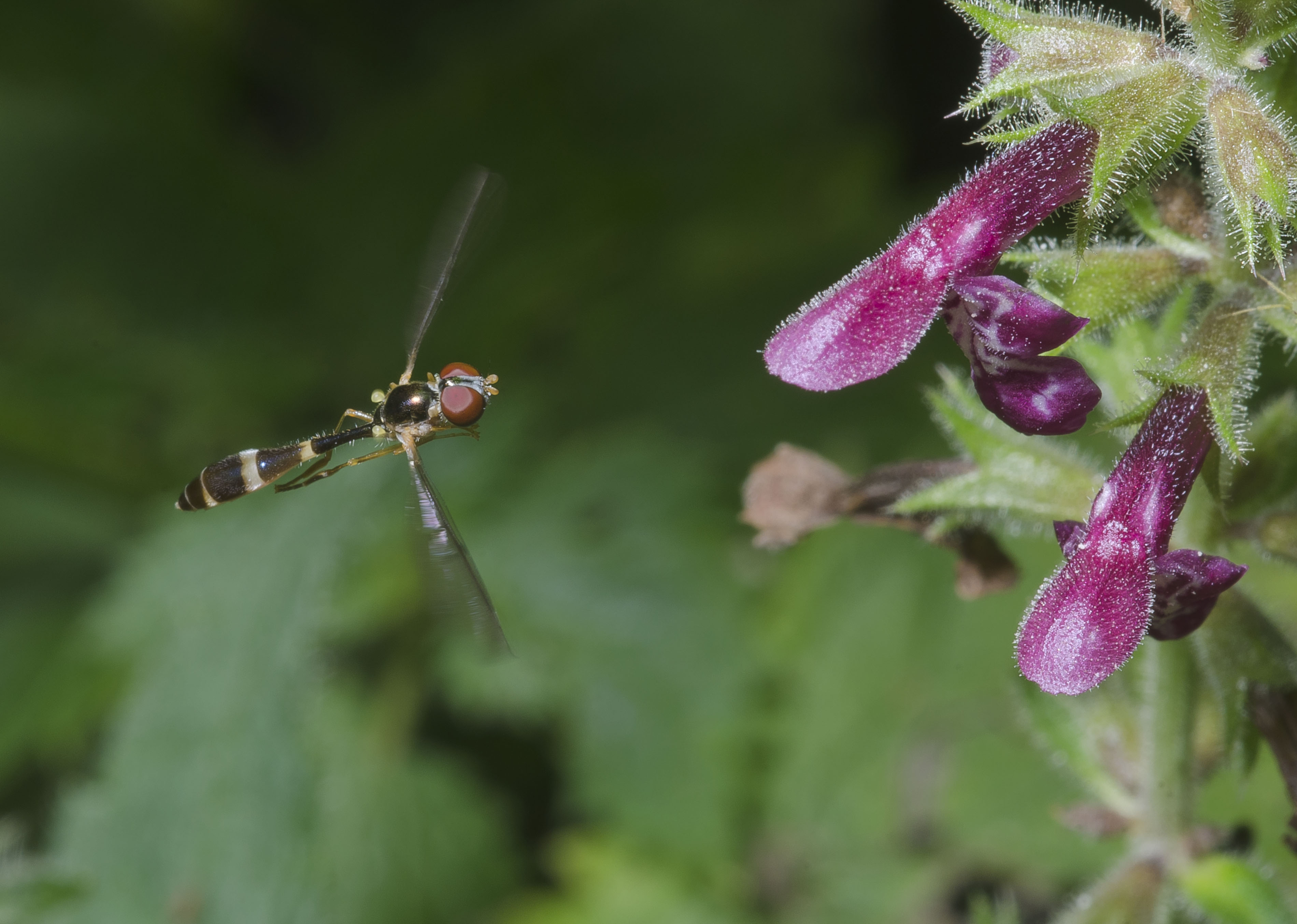
Baccha elongata.

Corps long de 9 à 11 mm, différent des autres syrphes par l'abdomen allongé, fin, se terminant en massue.

## Distribution
Paléarctique occidental, Amérique du Nord.

## Biologie
L'adulte visible d'avril à octobre préfère la végétation humide où il peut voler sur place en général à faible hauteur. Il se nourrit sur les fleurs de nectar et de pollen et aussi du miellat des pucerons. 
Les larves sont aphidiphages.